# Zieleń (województwo kujawsko-pomorskie)

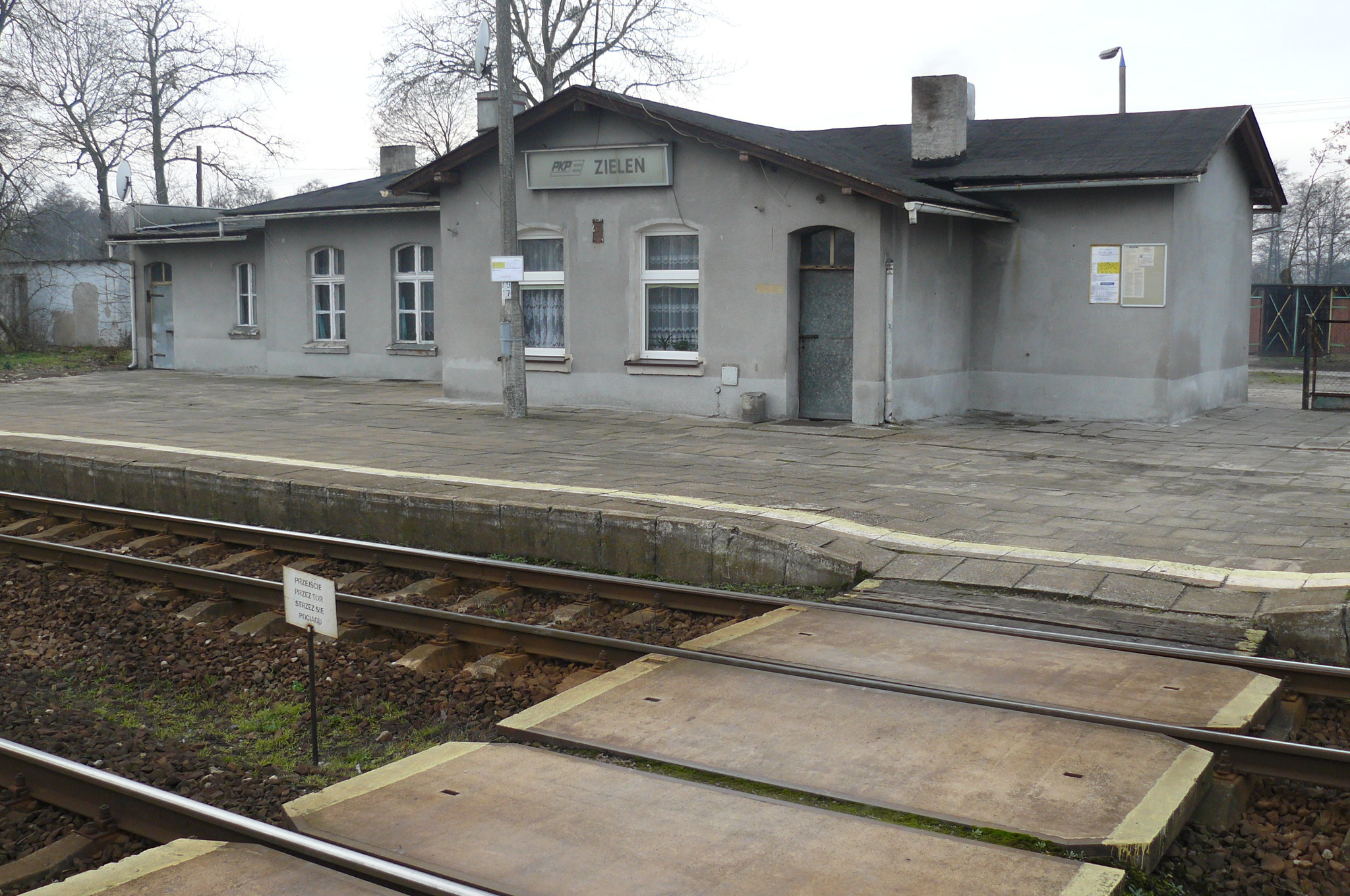
Przystanek kolejowy

Zieleń – wieś w Polsce położona w województwie kujawsko-pomorskim, w powiecie wąbrzeskim, w gminie Ryńsk. Siedziba sołectwa.
Wieś królewska położona była w 1664 roku w starostwie golubskim. Według podziału administracyjnego Polski obowiązującego w latach 1975–1998, miejscowość należała do województwa toruńskiego.
Zieleń położony jest na Wysoczyźnie Chełmińskiej. Powierzchnia ogólna wsi wynosi 913 ha, liczba ludności ogółem 448, a gęstość zaludnienia 49,0 osoby/km². Jest ósmą co do wielkości miejscowością gminy Ryńsk.

## Historia
Lokacji wsi w 1338 roku dokonał Jan de Vellem, komtur z Kowalewa. W XV wieku Zieleń miał 50 włók. Wieś najpierw była własnością komturii z Kowalewa, potem z Golubia. Od 1466 była to królewszczyzna należąca do starostwa golubskiego.
Inne, historyczne nazwy wsi to: Sellen, Zelen, Seelin, Żelen, Żeleń, Zeleń, Grunenburg.

## Zabytki
W Zieleniu znajduje się zbudowany z cegły i kamienia kościół w stylu gotyckim, z 1. połowy XIV wieku. Prezbiterium zostało dobudowane w XV wieku. Główny ołtarz jest w stylu barokowym i pochodzi z XVII wieku, jego elementem jest obraz św. Piotra i Pawła z roku 1877 oraz św. Rocha z XVIII wieku. Ołtarze boczne zawierają obrazy malowane na desce przedstawiające św. Barbarę i św. Rodzinę. W kościele znajduje się gotycka polichromia z XIV wieku oraz rzeźby z XVIII wieku. Kropielnica wykonana jest z granitu i pochodzi z przełomu XIII i XIV wieku. Ambona oraz chrzcielnica datowane są na wiek XVIII. Zachował się także kielich mszalny z 1736 roku. Dzwon kościelny odlano w 1766 roku.
Kościół jest obecnie siedzibą Parafii Świętych Apostołów Piotra i Pawła.